# Analytisk talteori
Analytisk talteori är en gren inom talteorin som använder analys och komplex analys som verktyg för att angripa frågor rörande heltal. Exempel är primtalssatsen och den relaterade Riemannhypotesen. Andra problem som angrips med analytiska metoder är Warings problem, att ett givet heltal representerar en summa av kvadrater, kuber, primtalstvillingsförmodan, för att hitta oändligt många primtalspar med skillnaden 2 och Goldbachs förmodan, som antyder att jämna heltal är summan av två primtal.
Bevis för att vissa matematiska konstanter såsom π och e är transcendenta tillhör också analytisk talteori. Utsagor om transcendenta tal verkar ha flyttat från studiet av heltal. Däremot studeras möjliga värden på polynom med heltalskoefficienter för till exempel e, vilket är nära kopplat till området diofantisk approximation.

## Historia

### Dirichlet
Johann Peter Gustav Lejeune Dirichlet har fått äran av skapandet av analytisk talteori. Han upptäckte flera djupa resultat och introducerade viktiga metoder. År 1837 publicerade han Dirichlets sats om aritmetiska följder och bevisade den med hjälp av analytiska metoder för att bevisa resultat inom talteori. I sitt bevis introducerade han Dirichletkaraktärer och L-funktioner. År 1841 generaliserade han denna sats från heltalen till ringen av gaussiska heltal {\displaystyle \mathbb {Z} [i]}.

### Tjebysjov
I två artiklar publicerade 1848 och 1850 försökte den ryska matematikern Pafnutij Tjebysjov bevisa primtalssatsen. Han lyckades bevisa en svagare form av primtalssatsen, nämligen att om gränsvärdet av
{\displaystyle {\frac {\pi (x)}{\frac {x}{\ln(x)}}}}
går mot oändlighet existerar, då måste det vara ett. Han lyckades även bevisa några explicita övre gränser för kvoten för alla x. Även om han inte lyckades bevisa primtalssatsen var hans olikheter för π(x) tillräckligt starka för att bevisa Bertrands postulat, som säger att det finns ett primtal mellan n och 2n för alla heltal n ≥ 2.

### Riemann
Bernhard Riemann gjorde några bidrag till analytisk talteori. I Über die Anzahl der Primzahlen unter einer gegebenen Größe (det enda arbetet som han publicerat om talteori) undersökte han Riemanns zetafunktion och noterade dess nära relation med primtalen. Han gjorde flera förmodanden om zetafunktionen, bland annat den berömda Riemannhypotesen, som fortfarande är obevisad.

### Hadamard och de la Vallée-Poussin
Genom att utveckla Riemanns idéer lyckades Jacques Hadamard och Charles Jean de la Vallée-Poussin oberoende av varandra bevisa primtalssatsen och publicerade sina resultat 1896. Båda bevisen använde metoder från komplex analys och gick ut på att visa att Riemanns zetafunktion ζ(s) saknar nollställen av formen s = 1 + it med t > 0.

## Problem och resultat inom analytisk talteori

### Multiplikativ talteori
Euklides bevisade att det finns oändligt många primtal, men det är väldigt svårt att hitta en effektiv metod för att bestämma om ett givet tal är ett primtal eller inte. Ett relaterat men enklare problem är att bestemma den asymptotiska fördelningen av primtalen. Gauss, bland andra, förmodade att antalet primtal mindre eller lika stora som N är approximativt värdet av integralen
{\displaystyle \,\int _{2}^{N}{\frac {1}{\log(t)}}\,dt.}
1859 använde Bernhard Riemann komplexanalys och en viss meromorf funktion numera känd som Riemanns zetafunktion för att härleda en exakt formel för antalet primtal mindre eller lika stora som x. Genom att använda Riemanns idéer för att få mera information om zetafunktionens nollställen lyckades Jacques Hadamard och Charles Jean de la Vallée-Poussin bevisa Gauss förmodan: de bevisade att om 
{\displaystyle \pi (x)={\text{antalet primtal }}\leq x,}
då är
{\displaystyle \lim _{x\to \infty }{\frac {\pi (x)}{x/\log x}}=1.}
Det här resultatet är känt som primtalssatsen. 
Mer allmänt kan man ställa samma fråga om aritmetiska följder. I en av de första användningarna av analytiska metoder inom talteori bevisade Dirichlet att en godtycklig aritmetisk följd med a och q relativt prima innehåller oändligt många primtal. Primtalssatsen kan generaliseras till detta problem: låt 
{\displaystyle \pi (x,a,q)=({\text{antalet primtal}}\leq x{\text{ sådant att }}p{\text{ är av formen }}a+nq,n\in \mathbf {Z} ).}
Då, om a och q är relativt prima, är
{\displaystyle \lim _{x\to \infty }{\frac {\pi (x,a,q)\phi (q)}{x/\log x}}=1.}
Det finns många andra djupa förmodanden inom analytisk talteori vars eventuella bevis verkar för svåra för moderna tekniker, såsom primtalstvillingsförmodan, som frågar om det finns oändligt många primtal p så att också p + 2 är ett primtal. Genom att anta Elliott–Halberstams förmodan har Daniel Goldston, János Pintz och Cem Yıldırım bevisat att det finns oändligt många primtal p så att p + k är ett primtal för något jämnt positivt heltal k mindre än 16.

### Additiv talteori
Ett av de viktigaste problemen inom additiv talteori är Warings problem, som frågar om det är möjligt för alla k ≥ 2 att skriva varje positivt heltal som summan av ett fixerat antal  k-te potenser: 
{\displaystyle n=x_{1}^{k}+\cdots +x_{\ell }^{k}.\,}
Då k = 2 löstes problemet av Joseph Louis Lagrange 1770 (se Lagranges fyrakvadraterssats). Hilbert bevisade att problemet har en lösning för alla k 1909 med algebraiska metoder utan att få någon som hest uppskattning för antalet k-te potenser som behövs. Hardy och Littlewood använde cirkelmetoden och gav övre gränser för G(k), det minsta antalet k-te potenser som räcker för alla godtyckligt stora tal. Vinogradov bevisade med liknande metoder
{\displaystyle G(k)\leq k(3\log k+11).\,}

### Diofantisk analys
Diofantisk analys undersöker heltalslösningar (eller rationella lösningar) av polynomekvationer. 
Ett viktigt exempel är Gauss cirkelproblem, som frågar om antalet heltalspar (x y) som satisfierar
{\displaystyle x^{2}+y^{2}\leq r^{2}.}
Det är inte svårt att bevisa att svaret är πr2 + E(r), där E(r)/r2 → 0 så r → ∞. Den svårare delen av problemet är att få bättre övre gränser för feltermen E(r).
Gauss bevisade att E(r) = O(r). Sierpiński bevisade 1906 att E(r) = O(r2/3). År 1915 bevisade Hardy och Landau oberoende att ekvationen E(r) = O(r1/2) inte gäller. År 2000 bevisade Huxley att E(r) = O(r131/208), som är det bästa publicerade resultatet.

## Metoder inom analytisk talteori

### Dirichletserier
En av de mest användbara metoderna inom multiplikativ talteori är Dirichletserier, som är funktioner av en komplex variabel definierade som oändliga serier av formen 
{\displaystyle f(s)=\sum _{n=1}^{\infty }a_{n}n^{-s}.}
Beroende på valet av koefficienterna an kan serien konvergera överallt, ingenstans eller i något delområde av komplexa planet. I många fall, även då serien inte konvergerar överallt, kan den analytiska funktionen den definierar fortsättas analytiskt till en meromorf funktion över hela komplexa planet. Användbarheten av dylika funktioner inom multiplikativa problem kan ses av följande formella identitet: 
{\displaystyle \left(\sum _{n=1}^{\infty }a_{n}n^{-s}\right)\left(\sum _{n=1}^{\infty }b_{n}n^{-s}\right)=\sum _{n=1}^{\infty }\left(\sum _{k\ell =n}a_{k}b_{\ell }\right)n^{-s};}
härmed är koefficienterna av produkten av två Dirtichletserier Dirichletfaltningen av de ursprungliga koefficienterna. Dessutom kan tekniker såsom partiell summering och Tauberska satser användas till att få information om koefficienterna från analytisk information om Dirichletserien. En vanlig metod för att uppskatta en multiplikativ funktion är att bilda Dirichletserien vars koefficienter är funktionen som undersöks, om nödvändigt skriva den som en produkt av enklare Dirichletserier, undersöka denna serie som en komplex funktion och sedan använda denna information till att få information om den ursprungliga funktionen.